# ويليام ماكلور
ويليام ماكلور (27 أكتوبر 1763– 23 مارس 1840) جيولوجي ورسام خرائط ومتصدّق اسكتلندي أمريكي. وهو معروف بلقب «أب الجيولوجيا الأمريكية». تعاون بصفته مختبر اجتماعي لأنواع جديدة من الحياة المجتمعية، مع المصلح الاجتماعي البريطاني روبرت أوين، (1771-1854)، في إنديانا، الولايات المتحدة.
حقق ماكلور مهنة تجارية ناجحة للغاية، وصنع ثروة سمحت له بالتقاعد في عام 1797 في سن مبكرة في الرابعة والثلاثين لمتابعة اهتماماته العلمية والجيولوجية وغيرها. قام في عام 1809 بأول محاولة لرسم خريطة جيولوجية للولايات المتحدة الأمريكية.

## السيرة الذاتية

### بداية حياته وأعمال وتعليمه
ولد ماكلور عام 1763 في آير، اسكتلندا.
بعد زيارة قصيرة لمدينة نيويورك في عام 1782، بدأ العمل مع التجار ميلر وهارت وشركائه، الذين كانوا يتاجرون ويشحنون البضائع من وإلى أمريكا. كان مقر ماكلور في مكتب لندن لكنه كان يسافر بانتظام إلى فرنسا وأيرلندا للعمل. في عام 1796، أخذته الشؤون التجارية إلى فرجينيا، التي تحولت بعد ذلك إلى مقره الرئيسي. زار في عام 1803 فرنسا كواحد من المفوضين المعينين لتسوية مطالبات المواطنين الأمريكيين من الحكومة الفرنسية؛ وخلال السنوات القليلة التي قضاها في أوروبا، كرس نفسه بحماس لدراسة الجيولوجيا. أعجب أثناء إقامته في سويسرا بما يسمى الآن نظام مدرسة بيستالوزي، من عالم التربية (البيداغوجي) السويسري يوهان هاينريش بيستالوزي (1746-1827).

### الخريطة الجيولوجية
بدأ عند عودته إلى موطنه في عام 1807 المهمة التي أخذها على عاتقه بإجراء مسح جيولوجي للولايات المتحدة. تم إجراء مسح لجميع الولايات في الاتحاد تقريبًا ورسم خرائط لها، وعُبرت جبال أليغيني وأعيد عبورها نحو 50 مرة. قُدمت نتائج أعماله غير المدعومة إلى الجمعية الفلسفية الأمريكية في مذكرات بعنوان ملاحظات حول جيولوجيا الولايات المتحدة لتفسير الخريطة الجيولوجية، ونشرت في تقارير الجمعية، إلى جانب أول خريطة جيولوجية لذلك البلد، وهي خريطة ماكلور الجيولوجية لعام 1809. يسبق ذلك خريطة ويليام سميث الجيولوجية لإنجلترا وويلز (مع جزء من اسكتلندا) بست سنوات، على الرغم من أنها شيدت باستخدام تصنيفات مختلفة للصخور.
في عام 1812، وأثناء وجوده في فرنسا، أصبح ماكلور عضوًا في أكاديمية العلوم الطبيعية التي كانت قد تأسست حديثًا في فيلادلفيا. في عام 1817، أصبح ماكلور رئيسًا لأكاديمية العلوم الطبيعية في فيلاديلفيا، وهو المنصب الذي شغله لمدة 22 عامًا.
في عام 1817، وأثناء إقامته في أوروبا، قدم ماكلور للجمعية نفسها نسخة منقحة من خريطته، ومذكراته الجيولوجية العظيمة، التي أصدرها بشكل منفصل، مع بعض المواد الإضافية، تحت عنوان ملاحظات حول جيولوجيا الولايات المتحدة الأمريكية. أكدت الدراسات الاستقصائية اللاحقة الدقة العامة لملاحظات ماكلور.